# 다니카와 쓰요시
다니카와 쓰요시(일본어: 谷川 烈, 1980년 4월 25일 ~ )는 일본의 전 축구 선수이다.

## 구단 경력
과거 시미즈 에스펄스, 방포레 고후, 뉴햄프셔 팬텀즈, 미토 홀리호크, FC 마치다 젤비아에서 활동하였다.